# Station Świnoujście Główne
Station Świnoujście Główne (vroeger Swinemünde Hauptbahnhof) is een voormalig spoorwegstation in de Poolse plaats Świnoujście.